# Comté de Burlington
Pour les articles homonymes, voir Burlington.
Le comté de Burlington est un comté situé dans l'État du New Jersey, aux États-Unis. Son chef-lieu est le township de Mount Holly. Sa population était de 461 860 habitants en 2020. Il fait partie de la région de la Vallée du Delaware.

## Comtés adjacents
- Comté de Mercer (New Jersey) - nord
- Comté de Monmouth, New Jersey - nord-est
- Comté d'Ocean, New Jersey - est
- Comté d'Atlantic, New Jersey - sud
- Comté de Philadelphie, Pennsylvanie - ouest
- Comté de Camden (New Jersey) - ouest
- Comté de Bucks, Pennsylvanie - nord-ouest